# Bibiana (Heilige)

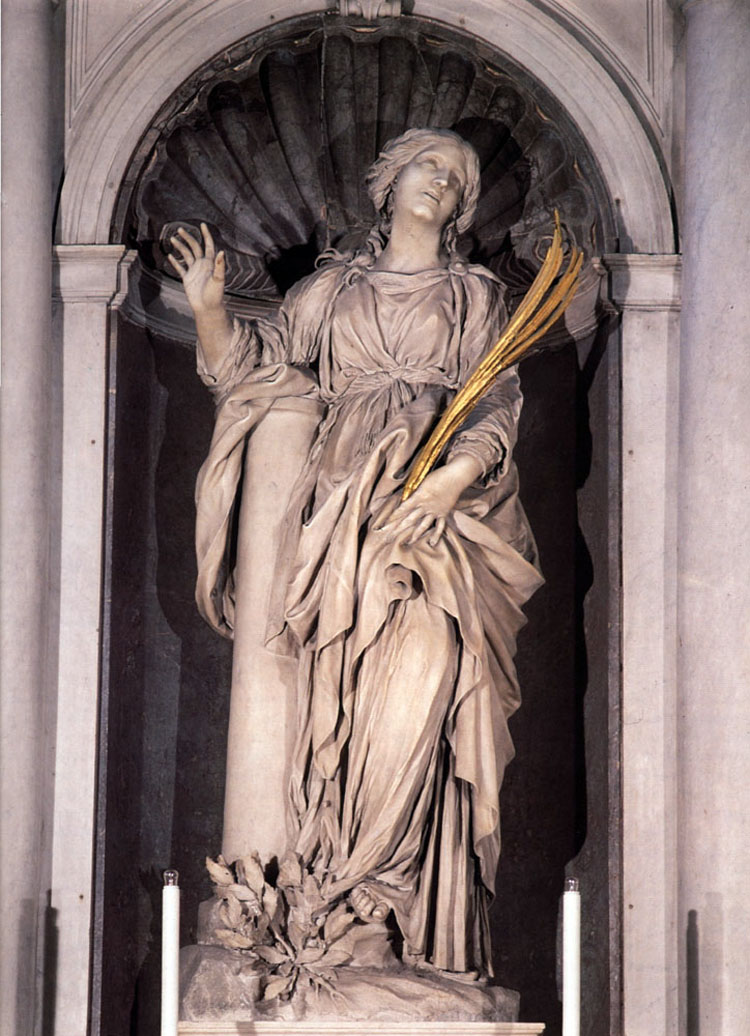
Die heilige Bibiana (Lorenzo Bernini) in der Kirche Santa Bibiani

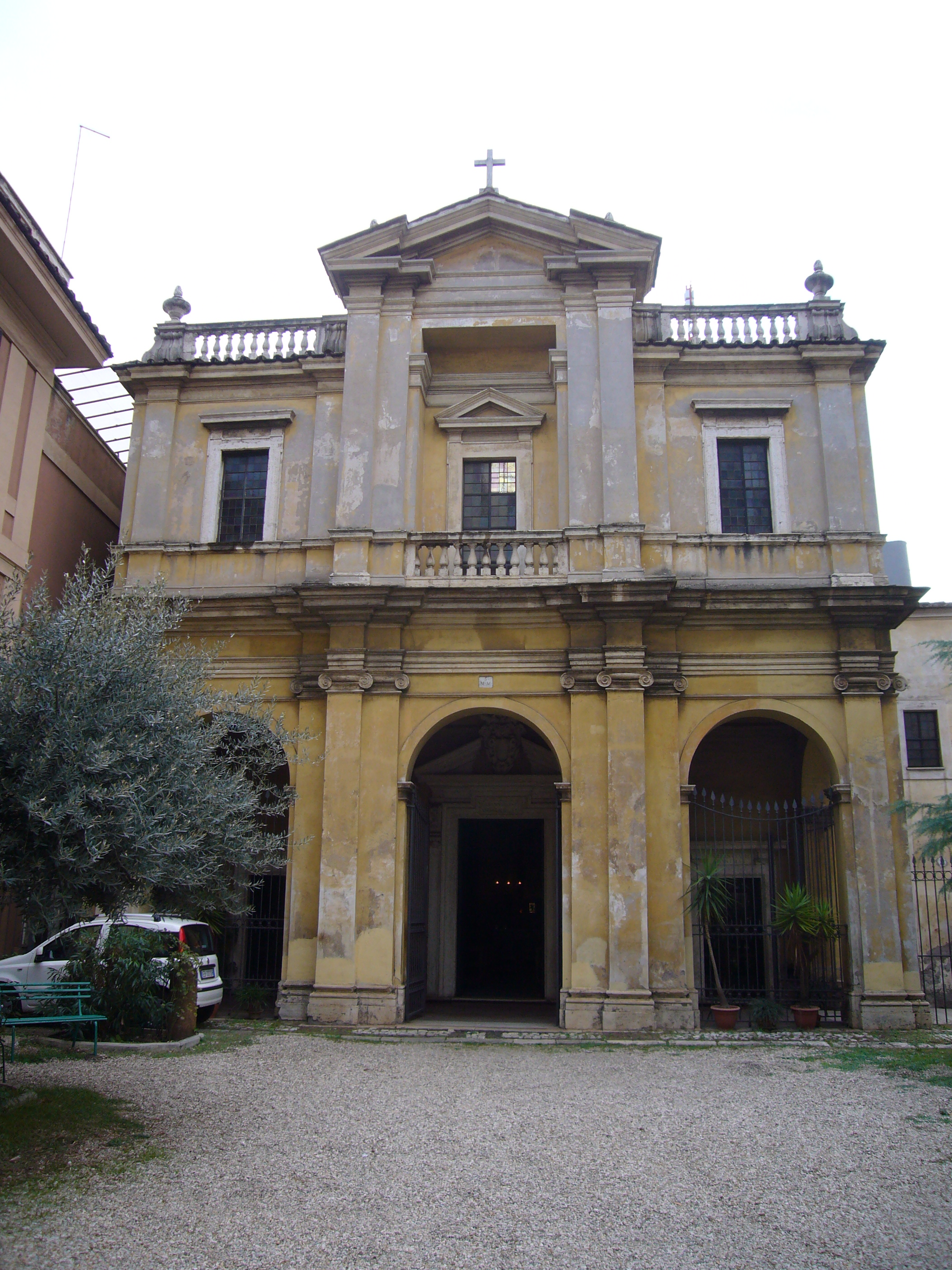
Fassade der Kirche Santa Bibiana nahe der Stazione Termini

Die heilige Bibiana (* um 347–352 in Rom; † um 361–363 in Rom) war eine frühchristliche Jungfrau und Märtyrin. Ihr Name leitet sich von dem lateinischen Begriff vivius für die Lebendige oder Lebensfrohe ab. Andere Schreibweisen lauten Vivien, Viviane oder Viviana.

## Legende
Der Überlieferung zufolge war Bibiana die Tochter des Präfekten Flavianus zur Regierungszeit Kaiser Julians. Da Flavianus sein Haus verfolgten Christen als Unterschlupf zur Verfügung stellte, wurden er und seine Frau Dafrosa von Kaiser Julian verhaftet und im Kerker so schwer gefoltert, dass sie an diesen Verletzungen kurze Zeit später starben. Die Töchter Demetria und Bibiana wurden enteignet und sollten dazu gezwungen werden, dem Christentum zu entsagen. Als sie nicht nachgaben, wurden auch sie eingekerkert. Demetria starb nach einiger Zeit im Kerker an den Folgen von Folter und Hunger. Auch Bibiana wurde monatelang gefoltert und schließlich an eine Säule des Zufluchtshauses gekettet und zu Tode gegeißelt. Ein Priester begrub sie dort.  

## Verehrung
Papst Simplicius (468 – 483) ließ etwa 100 Jahre später über ihrem Grab eine Kirche erbauen, die später in die Basilika Santa Maria Maggiore aufging.  Auf dem Esquilinischen Hügel in der Nähe der Santa Maria Maggiore befindet sich die Säule des Martyriums der hl. Bibiana, die auch den Beinamen Bibiana von Rom trägt. Staub von dieser Säule und Minze von ihrem Grab sollen gegen Epilepsie helfen. In der Kunst wird sie als jugendliche Märtyrin, mit Palmzweig, einer Säule, Geißel, Dolch in der Brust und zu Füßen liegendem Minzkraut dargestellt. Sie gilt als Schutzpatronin gegen Epilepsie, Kopfschmerzen, Krämpfe, Unfälle und Trunksucht. Der Gedenktag der Heiligen ist der 2. Dezember. Im XV. römischen Bezirk, nahe dem Bahnhof Roma Termini befindet sich die Kirche Santa Bibiana.